# Alexander Michailowitsch Koschurnikow
Alexander Michailowitsch Koschurnikow (russisch Алекса́ндр Миха́йлович Кошу́рников; * 13. Märzjul. / 26. März 1905greg. in Charabali; † 3. November 1942 in der Region Krasnojarsk) war ein russischer Bauingenieur und Eisenbahnstrecken-Erkunder.

## Leben
Alexander Koschurnikow war der Sohn Michail Nikolajewitsch Koschurnikows, der das Gelände für neu zu bauende Eisenbahnstrecken explorierte. 1913 ließ sich die Familie in Tomsk nieder, so dass Alexander dort seine Gymnasiumsausbildung abschloss. Danach studierte er an der Polytechnischen Universität Tomsk Bauingenieurwesen. Die Sommer verbrachte er mit seinem Vater, einem begeisterten Jäger, im Altai-Gebirge.
Ab 1930 arbeitete Koschurnikow für die Nowosibirsker Sibirische Eisenbahnbaugesellschaft als Chef einer Gruppe von ausgewählten Eisenbahnstrecken. 1939 wurde er Explorationsprojektführer der SibTransProjekt.
1942 führte Koschurnikow eine Gruppe an, zu der Alexei Schurawlew und Konstantin Stofato gehörten und die den Streckenverlauf für die zu bauende Eisenbahnstrecke von Abakan nach Taischet explorierte. Im Verlauf der Arbeiten verunglückte die Gruppe auf dem Fluss Kasyr. Der Unglücksort wurde erst ein Jahr später bekannt, als ein Fischer die Überreste und das Tagebuch Koschurnikows fand. Nach seinen letzten Aufzeichnungen konnte er seine Begleiter nicht retten, und für sich in seinem durchnässten Zustand ohne Feuer und Nahrung sah er keine Hoffnung. Sein Grab liegt am rechten Tuba-Ufer oberhalb von Kuragino, während das Denkmal (mit in den Himmel zeigenden silbernen Schienen) für die drei Verunglückten am Kasyr steht. Am Forschungsinstitut der SibGiProTrans (Nachfolgerin der SibTransProjekt) in Nowosibirsk befindet sich eine Gedenktafel.
1966 erhielt Koschurnikow posthum den Leninorden und seine beiden Mitarbeiter den Orden des Roten Banners der Arbeit. Zu ihren Ehren wurden drei Haltepunkte an der Strecke Abakan-Taischet nach ihnen benannt. Nach Koschurnikow wurden eine Ortschaft bei Kuragino sowie Straßen in Abakan, Nowosibirsk, Tomsk und Bely Jar benannt.